# Philippe Morel (marcheur)
Pour les articles homonymes, voir Philippe Morel (homonymie) et Morel.
Philippe Morel, né ca. 1965, est un athlète français, spécialiste de marche athlétique. Il compte à son palmarès plusieurs podiums sur Paris-Colmar, et plusieurs titres de champions de France vétérans sur de longues distances (100 km et 200 km). Il est patissier de profession.

## Palmarès
- 2005
  - 3e de Paris-Colmar

- 2007
  - 3e de Paris-Colmar[5]